# 日暮通 (京都市)
日暮通（ひぐらしどおり）は京都市の南北の通りの一つ。全ての区間が上京区内に収まる。北は中立売通から、南は二条城北の竹屋町通まで。途中出水通で鍵の手に折れる。丸太町通以南ではすぐ西を西日暮通（にしひぐらしどおり）が並行する。
住宅街の中を抜ける生活道路で、日暮通は北行きの、西日暮通は南行きの一方通行の通りである。

## 由来
日暮通の名は豊臣秀吉によって付近に築かれた聚楽第の正門である、「日暮門」に由来する。この門はその装飾があまりにも豪華絢爛であったことから、時を忘れて日が暮れるまで眺めてしまうために「日暮門」と呼ばれていたという。門は通りの上長者町通－下長者町通間に存在していたと推測されている。
また沿道にも「須浜池町」「天秤町」「浮田町」など、聚楽第の施設や秀吉ゆかりの武将の名にちなんだ町名が現在も残されていて、往時の繁栄をしのばせる。

## 沿道の主な施設

### 日暮通
- 等観寺　椹木町通上ル
- 佐々木酒造（洛中に唯一現存する蔵元）　椹木町通下ル
- 京都府製麺卸協同組合 竹屋町通

### 西日暮通
- 京都市上下水道局きた管路管理センター 丸太町通下ル
- 京都市上下水道局丸太町営業所 同上

※案内では「丸太町智恵光院下ル」が用いられることがほとんどである。

## 交差する道路
- 中立売通
- 上長者町通
- 下長者町通
- 出水通
- 下立売通
- 椹木町通
- 丸太町通（京都市道187号鹿ヶ谷嵐山線）
- 竹屋町通